# Cidade Baixa
La Cidade Baixa és l'àrea baixa i litoral de la ciutat de Salvador, capital de l'estat brasiler Bahia. És una plana relativament estreta, connectada a la Cidade Alta per l'elevador Lacerda. Les principals activitats econòmiques de la regió són la portuària i la comercial.